# قائمة رحلات عبد الفتاح السيسي الخارجية في الفترة الرئاسية الثانية
قام عبد الفتاح السيسي الرئيس السادس لجمهورية مصر العربية، بـ39 رحلة دولية إلى 27 دولة خلال فترة رئاسته الثانية، التي بدأت في 3 يونيو 2018 ومن المتوقع انتهائها في 2 يونيو 2024، استطاع السيسي إبرام اتفاقيات عسكرية واقتصادية وثقافية خلال زياراته الخارجية، وقلده قادة الدول أو مؤسساتها بعض القلادات أو الجوائز الرفيعة عند زيارته لدولهم.
عادة ما يستقل السيسي الطائرة الرئاسية من نوع «إيرباص إيه 340-200» في الرحلات الخارجية.
فيما يلي قائمة الرحلات الرئاسية الدولية للرئيس المصري عبد الفتاح السيسي خلال الفترة الرئاسية الثانية:
«لا تشمل القائمة رحلات عبد الفتاح السيسي خارج مصر بصفته رئيس الجمهورية ما قبل 3 يونيو 2018 تاريخ بداية الفترة الرئاسية الثانية، أو رحلاته داخل مصر خلال تلك الفترة، أو داخلها أو خارجها بصفاته السابقة كمدير إدارة المخابرات الحربية والاستطلاع أو وزير الدفاع والإنتاج الحربي أو النائب الأول لرئيس مجلس الوزراء، ولا تشمل الاستقبالات الرئاسية داخل مصر أو الاتصالات الهاتفية أو اللقاءات الافتراضية الرئاسية.»

## الملخص
- رحلة واحدة إلى: السودان، تونس، الإمارات العربية المتحدة، المملكة المتحدة، البحرين، إيطاليا، أوزبكستان، السنغال، ساحل العاج، غينيا، اليونان، النمسا، بيلاروسيا، رومانيا، قبرص، اليونان، جنوب السودان.
- رحلتان إلى: اليابان، الصين، السعودية، إثيوبيا، روسيا، الكويت، فرنسا.
- ثلاث رحلات إلى: ألمانيا، الولايات المتحدة، الأردن.

## دليل ألوان
رحلات لحضور الجمعية العامة للأمم المتحدة
  رحلات لحضور المنتدى الاقتصادي العالمي
  رحلات لحضور قمة الاتحاد الافريقي
  رحلات لحضور القمة العربية
  رحلات لحضور قمم تشارك بها أكثر من دولة
  رحلات لحضور احتفالات رئاسية
  رحلات لحضور مقابلات رئاسية ثنائية

## 2018

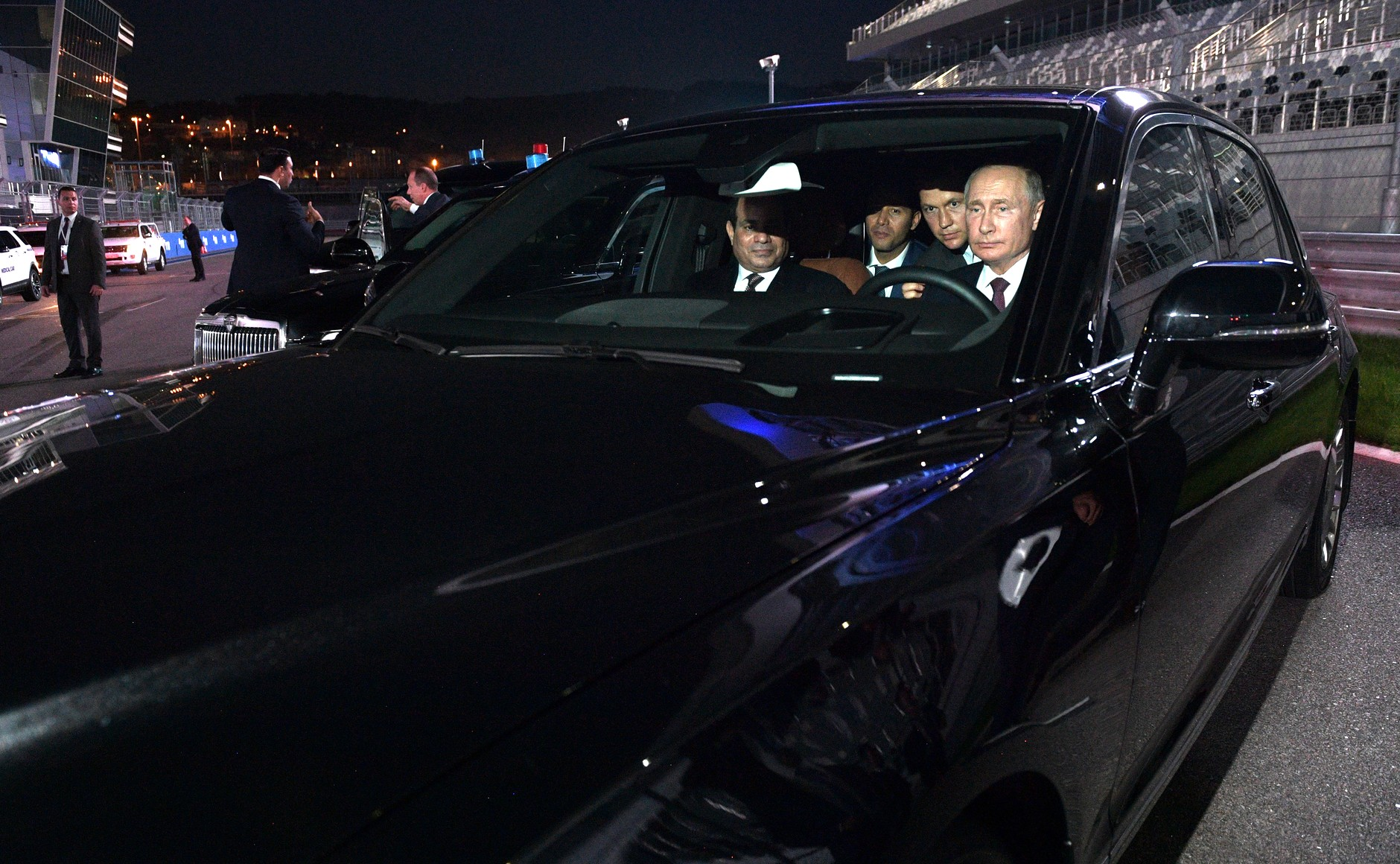
السيسي بجانب رئيس روسيا الاتحادية فلاديمير بوتين خلال زيارته لموسكو،أكتوبر 2018

قام عبد الفتاح السيسي بالرحلات الدولية التالية خلال عام 2018:
| الرقم                               | الدولة           | المدينة التي قام بزيارتها | التاريخ             | المُستقبِل                             | سبب الزيارة ومجرياتها | المصدر      |
| ----------------------------------- | ---------------- | ------------------------- | ------------------- | ------------------------------------ | --- | ----------- |
| • الرحلات الرئاسية الدولية (2018) • |                  |                           |                     |                                      | |             |
| 1                                   | السودان          | الخرطوم                   | 19 - 20 يوليو       | عمر البشير                           | الاتفاق على إزالة العوائق كافة التي تعرقل العلاقات السودانية المصرية، ودعمهما المصالحة الإثيوبية الإريترية والسلام في جنوب السودان. اعلان الشروع في تنفيذ مشروعات قومية مشتركة، منها الربط الكهربائي ومد خطوط السكك الحديدية بين الدولتين. | [ 3 ] [ 4 ] |
| 2                                   | السعودية         | نيوم                      | 14 أغسطس            | سلمان بن عبد العزيز آل سعود          | التشاور وتبادل وجهات النظر حول آخر مستجدات الأوضاع في المنطقة العربية والقضايا ذات الاهتمام المشترك ومجمل العلاقات المصرية السعودية. | [ 5 ]       |
| 3                                   | البحرين          | المنامة                   | 30 - 31 أغسطس       | حمد بن عيسى بن سلمان آل خليفة        | تعزيز العلاقات المصرية البحرينية، مناقشة عدداً من القضايا الإقليمية والدولية. | [ 6 ]       |
| 4                                   | الصين            | بكين                      | 31 أغسطس - 4 سبتمبر | شي جين بينغ                          | حضور القمة الجماعية لمنتدى الصين – أفريقيا (فوكاك). تم توقيع اتفاقيات بحضور السيسي وبينغ للتعاون بين البلدين في عدد من المجالات مثل الجودة الصناعية، ومنح الصين مصر قرضاً، والتعاون في مشروعات تتعلق بالطاقة الإنتاجية والقطار المكهرب المساهمة الصين في إنتاجه ومنحة صينية لتصنيع القمر الصناعي المصري. | [ 7 ]       |
| 5                                   | أوزبكستان        | طشقند                     | 4 سبتمبر            | شوكت ميرضيايف                        | الزيارة الأولى لرئيس مصري لأوزبكستان منذ جمال عبد الناصر الذي زارها في 1958. اجراء مراسم التوقيع على عدد من الاتفاقيات وهي تعزيز التعاون بين وزارتى خارجية البلدين، والتعاون في مجالات العلاقات الاستثمارية الثنائية، والرياضة، والزراعة، والعدل، والسياحة، والشباب، والآثار والتراث الثقافى والمتاحف، التعليم العالى، ومنع الازدواج الضريبى والتهرب الضريبى. تم الاتفاق بين مصر وأوزباكستان على تشكيل فريق عمل مشترك للتعاون في مجال مكافحة الاٍرهاب.                             | [ 8 ]       |
| 6                                   | الولايات المتحدة | نيويورك                   | 21 - 27             | دونالد ترامب                         | المشاركة في الدورة الثالثة والسبعين للجمعية العامة للأمم المتحدة، وقمة نيلسون مانديلا للسلام، وقمة مواجهة تغيرات المناخ، ورئاسة قمة مجموعة دول الـ 77 والصين. شارك السيسي في 19 لقاءا ثنائيا مع رئيس الولايات المتحدة، وقادة دوليين رفيعوا المستوى من ملوك ورؤساء دول وحكومات، والأمين العام للأمم المتحدة أنطونيو غوتيريش، ورئيس البنك الدولي، ومديرة صندوق النقد الدولي. | [ 9 ]       |
| 7                                   | اليونان          | كريت                      | 10 أكتوبر           | أليكسيس تسيبراس                      | حضور القمة السادسة لآلية التعاون الثلاثي بين مصر واليونان وقبرص. الاتفاق على إنشاء سكرتارية تنفيذية للآلية مقرها قبرص، بهدف التنسيق ومتابعة تنفيذ القرارات الصادرة عنها. الاتفاق على إنشاء منتدى غاز شرق المتوسط، يكون مقره القاهرة، ويضم الدول المنتجة والمستوردة للغاز ودول العبور بشرق المتوسط. التوقيع على عدد من مذكرات التفاهم بين الدول الثلاث في مجالات الاستثمار، والتعاون الجمركي، والتعليم، والمشروعات الصغيرة، التعاون في مجال التأمينات الاجتماعية بين مصر واليونان. | [ 10 ]      |
| 8                                   | روسيا            | موسكو - سوتشي             | 15 - 17 أكتوبر      | فلاديمير بوتين                       | بحث سبل تعزيز العلاقات المصرية الروسية. ألقى السيسي كلمة أمام مجلس الاتحاد الروسي أعلى غرفة في البرلمان الروسي كأول رئيس لدولة أجنبية يلقي كلمة أمام ذلك المجلس. | [ 11 ]      |
| 9                                   | ألمانيا          | برلين                     | 27 - 31 أكتوبر      | فرانك-فالتر شتاينماير - أنغيلا ميركل | المشاركة في القمة المصغرة للقادة الافارقة رؤساء الدول والحكومات أعضاء المبادرة الألمانية للشراكة مع إفريقيا في إطار مجموعة العشرين. إجراء مباحثات ثنائية مكثفة مع المستشارة الألمانية حيث تم بحث سبل تعزيز التعاون بين البلدين، والرئيس الألماني ورئيس البرلمان وعدد من الوزراء وكبار المسئولين والسياسيين ورجال الاعمال الألمان. تم التوقيع على عدد من الاتفاقيات الثنائية الاقتصادية والصناعية والتعليمية.                                                                      | [ 12 ]      |
| 10                                  | إيطاليا          | باليرمو                   | 12 - 13 نوفمبر      | سيرجيو ماتاريلا                      | المشاركة في القمة المصغرة حول ليبيا. | [ 13 ]      |
| 11                                  | النمسا           | فيينا                     | 16 - 19 ديسمبر      | هاينز فيشر                           | عقد مباحثات على مستوى القمة مع مستشار جمهورية النمسا ورئيس جمهورية النمسا ورئيس البرلمان لمناقشة تعزيز التعاون بين الجانبين في مجالات السياحة والحوكمة الالكترونية والإصلاح الإدارى وميكنة الخدمات الحكومية. المشاركة في أعمال منتدى أوروبا-أفريقيا. | [ 14 ]      |

## 2019

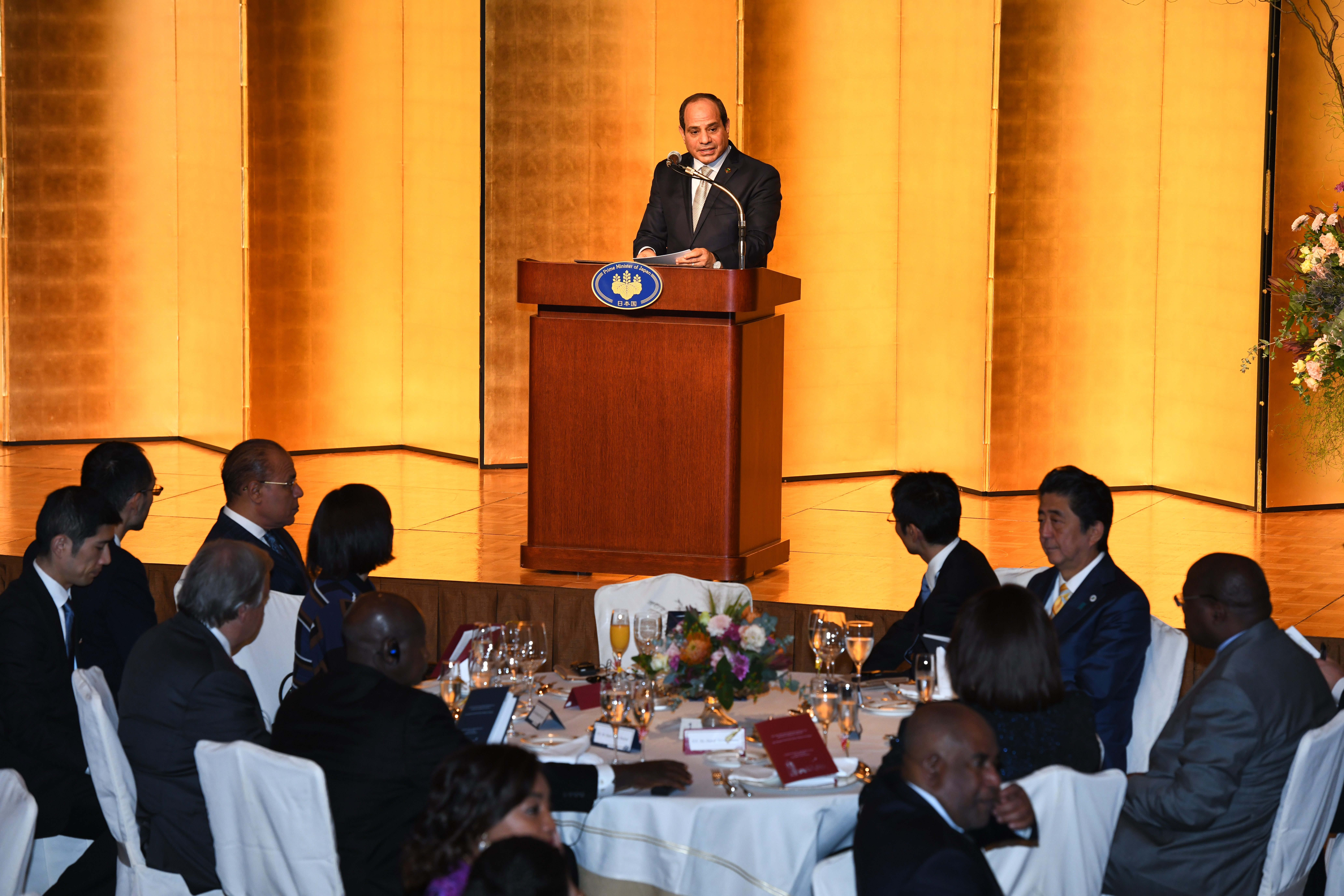
السيسي خلال إلقاء كلمة أمام رجال الأعمال اليابانيين في حفل لرئيس وزراء اليابان، 2019

قام عبد الفتاح السيسي بالرحلات الدولية التالية خلال عام 2019:
| الرقم                               | الدولة                   | المدينة التي قام بزيارتها | التاريخ             | المُستقبِل                             | سبب الزيارة ومجرياتها | المصدر        |
| ----------------------------------- | ------------------------ | ------------------------- | ------------------- | ------------------------------------ | --- | ------------- |
| • الرحلات الرئاسية الدولية (2019) • |                          |                           |                     |                                      | |               |
| 12                                  | الأردن                   | عمان                      | 13 يناير            | عبد الله الثاني بن الحسين            | عقد مباحثات قمة بين رئيس مصر وملك الأردن لبحث سُبل تعزيز العلاقات المصرية الأردنية. تم تناول تطورات الأوضاع والقضايا الإقليمية، وقضايا المنطقة العربية وعلى رأسها الأوضاع في الأراضي الفلسطينية. | [ 15 ]        |
| 13                                  | إثيوبيا                  | أديس أبابا                | 9 - 12 فبراير       | سهلورق زودي - آبي أحمد علي           | حضور القمة العادية الحادية والثلاثين للاتحاد الأفريقي. تم تسليم مصر رئاسة الاتحاد الأفريقي لمدة عام للمرة الأولى منذ نشأة الاتحاد. | [ 16 ]        |
| 14                                  | ألمانيا                  | ميونخ                     | 15 - 17 فبراير      | فرانك-فالتر شتاينماير - أنغيلا ميركل | المشاركة في أعمال النسخة الخامسة والخمسين لمؤتمر ميونخ للأمن. ويعتبر السيسي أول رئيس لدولة غير أوروبية يتحدث في الجلسة الرئيسية للمؤتمر. | [ 17 ]        |
| 15                                  | تونس                     | تونس العاصمة              | 30 - 31 مارس        | الباجي قائد السبسي                   | حضور القمة العربية الثلاثين في تونس. | [ 18 ]        |
| 16                                  | غينيا                    | كوناكري                   | 7 - 9 أبريل         | ألفا كوندي                           | لقاء رئيس غينيا ألفا كوندي وبحث تطوير العلاقات المصرية الغينية. التوقيع على عدد من مذكرات التفاهم لتعزيز التعاون بين البلدين في مجالات الثقافة، والرياضة، والإعلام، والتجارة. قام السيسي بزيارة جامعة جمال عبد الناصر في كوناكري وقام بافتتاح تمثال جمال عبد الناصر والمبنى الجديد الذي يحمل اسم "الرئيس عبد الفتاح السيسي" في الجامعة. قُلِّد وسام الاستحقاق الوطني، أرفع وسام في غينيا. | [ 19 ]        |
| 17                                  | الولايات المتحدة         | واشنطن العاصمة            | 9 - 10 أبريل        | دونالد ترامب                         | بحث تطوير العلاقات المصرية الأمريكية من خلال عقد لقاءات مع رئيس الولايات المتحدة دونالد ترامب وكبير مستشاري الرئيس جاريد كوشنر ووزير خارجية الولايات المتحدة مايك بومبيو ومستشاؤة الرئيس إيفانكا ترامب، بالإضافة إلى لقاء مديرة صندوق النقد الدولي كريستين لاغارد لبحث تطورات تنفيذ برنامج الإصلاح الاقتصادي في مصر.                                                                   | [ 19 ]        |
| 18                                  | ساحل العاج               | أبيدجان                   | 10 - 11 أبريل       | الحسن واتارا                         | بحث تطوير العلاقات بين مصر وساحل العاج مع رئيس ساحل العاج الحسن واتارا شهد الرئيسان التوقيع على عدد من مذكرات التفاهم لتعزيز التعاون بين البلدين في مجالات الثقافة، والصحة، وتكنولوجيا المعلومات. قُلّد السيسي وسام الاستحقاق الوطني أرفع وسام في كوت ديفوار | [ 19 ]        |
| 19                                  | السنغال                  | داكار                     | 11 - 12 أبريل       | ماكي سال                             | لقاء رئيس السنغال ماكي سال لبحث تطوير العلاقات السنغالية المصرية. | [ 19 ]        |
| 20                                  | الصين                    | بكين                      | 24 - 28 أبريل       | شي جين بينغ                          | المشاركة في قمة منتدى الحزام والطريق للتعاون الدولى. التقى السيسي على هامش القمة مع كل من رئيس الصين شي جين بينغ، رئيس الاتحاد الروسي فلاديمير بوتين، محمد بن راشد آل مكتوم نائب رئيس دولة الإمارات ورئيس وزراء الصين لى كه تشيانج. | [ 20 ]        |
| 21                                  | السعودية                 | مكة                       | 30 مايو - 1 يونيو   | سلمان بن عبد العزيز آل سعود          | المشاركة في كل من القمة العربية الطارئة، والقمة العادية لمنظمة التعاون الإسلامي | [ 21 ]        |
| 22                                  | بيلاروس                  | مينسك                     | 17 - 19 يونيو       | ألكسندر لوكاشينكو                    | عقد جلسة ثنائية بين الرئيس عبد الفتاح السيسي والرئيس البيلاروسي ألكسندر لوكاشينكو، لبحث توسيع التعاون المشترك بين البلدين في مختلف المجالات. | [ 22 ]        |
| 23                                  | رومانيا                  | بوخارست                   | 19 - 20 يونيو       | كلاوس يوهانيس                        | عقد مباحثات مشتركة بين السيسي ورئيس رومانيا ببوخارست لتعزيز العلاقات الثنائية. لقاء السيسي برئيسي مجلسي النواب والشيوخ الرومانيين ورئيس أركان الجيش الروماني. تم منح السيسي درجة الدكتوراه الفخرية من جامعة بوخارست للدراسات الاقتصادية. | [ 22 ]        |
| 24                                  | اليابان                  | أوساكا                    | 27 - 30 يونيو       | شينزو آبي                            | حضور اجتماعات مجموعة العشرين بدعوة من رئيس وزراء اليابان بصفته رئيس الاتحاد الإفريقي. | [ 23 ] [ 24 ] |
| 25                                  | فرنسا                    | بياريتز                   | 24 - 26 أغسطس       | إيمانويل ماكرون                      | حضور اجتماعات مجموعة الدول الصناعية السبع بدعوة من رئيس فرنسا بصفته رئيس الاتحاد الإفريقي. | [ 25 ]        |
| 26                                  | اليابان                  | طوكيو                     | 27 - 30 أغسطس       | شينزو آبي                            | المشاركة في قمة مؤتمر طوكيو الدولى السابع لتنمية أفريقيا - تيكاد 7. | [ 26 ]        |
| 27                                  | الكويت                   | مدينة الكويت              | 31 أغسطس - 1 سبتمبر | صباح الأحمد الجابر الصباح            | لقاء أمير الكويت لبحث العلاقات المصرية الكويتية. لقاء رئيس وزراء الكويت ورئيس مجلس الأمة الكويتي. | [ 27 ]        |
| 28                                  | الولايات المتحدة         | نيويورك                   | 21 - 27 سبتمبر      | دونالد ترامب                         | المشاركة في أعمال الدورة الرابعة والسبعين للجمعية العامة للأمم المتحدة وإلقاء بيان مصر أمام الجمعية. | [ 28 ]        |
| 29                                  | روسيا                    | سوتشي                     | 22 - 25 أكتوبر      | فلاديمير بوتين                       | المشاركة في قمة ومنتدى روسيا – إفريقيا. | [ 29 ]        |
| 30                                  | الإمارات العربية المتحدة | أبو ظبي                   | 13 - 14 نوفمبر      | محمد بن زايد آل نهيان                | لقاء ولي عهد أبو ظبي لبحث العلاقات المصرية الإماراتية. تم منح السيسي وسام زايد أرفع وسام في دولة الإمارات العربية المتحدة. | [ 30 ]        |

## 2020

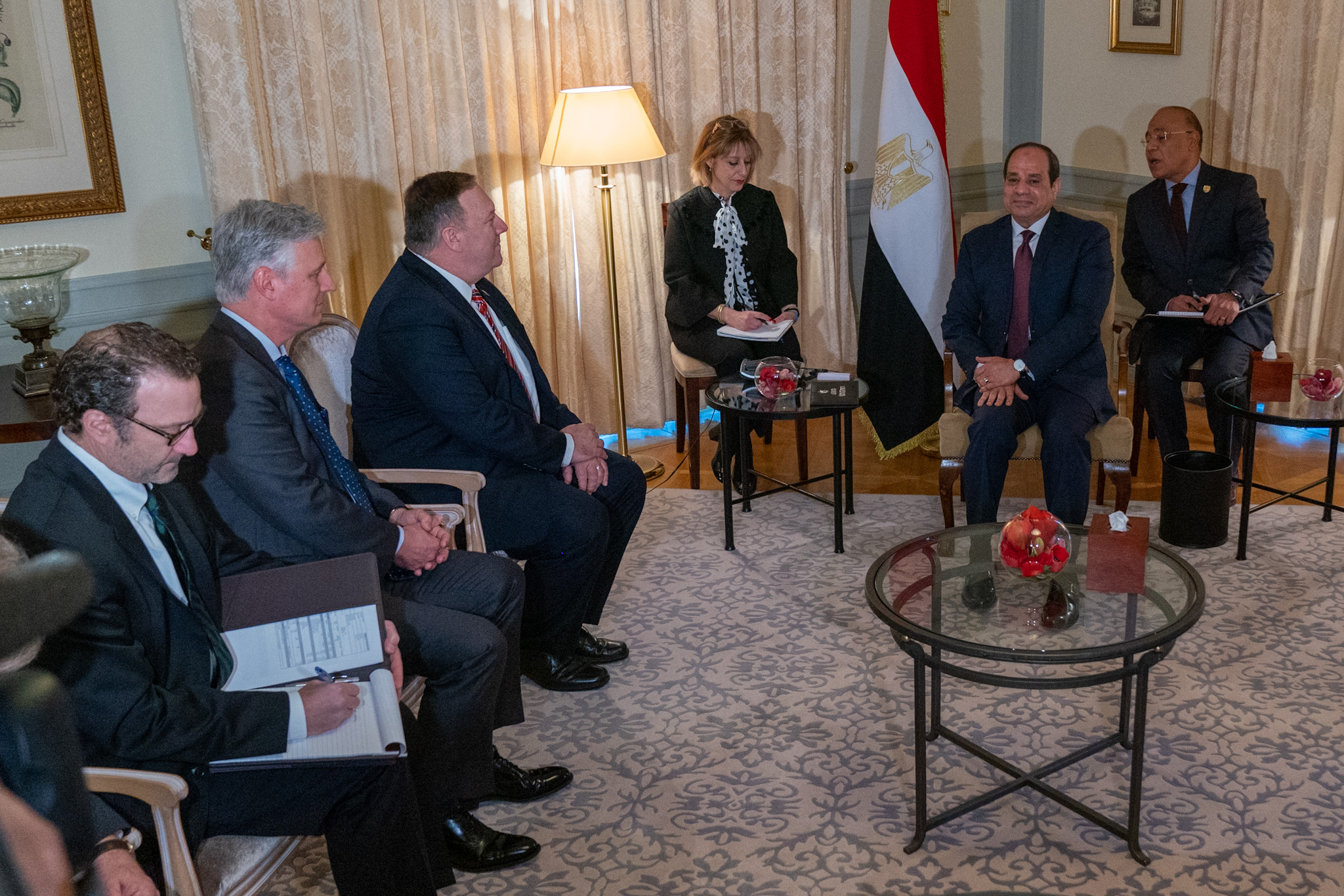
السيسي في لقاء على هامش مؤتمر برلين بخصوص الأزمة الليبية، يناير 2020

قام عبد الفتاح السيسي بالرحلات الدولية التالية خلال عام 2020:
| الرقم                               | الدولة          | المدينة التي قام بزيارتها | التاريخ       | المُستقبِل                  | سبب الزيارة ومجرياتها | المصدر                      |
| ----------------------------------- | --------------- | ------------------------- | ------------- | ------------------------- | --- | --------------------------- |
| • الرحلات الرئاسية الدولية (2020) • |                 |                           |               |                           | |                             |
| 31                                  | ألمانيا         | برلين                     | 18 - 19 يناير | أنغيلا ميركل              | المشاركة في فعاليات قمة مؤتمر برلين حول ليبيا. | [ 31 ]                      |
| 32                                  | المملكة المتحدة | لندن                      | 19 - 20 يناير | بوريس جونسون              | المشاركة في قمة الاستثمار البريطانية الأفريقية. | [ 31 ]                      |
| 33                                  | إثيوبيا         | أديس أبابا                | 9 - 10 فبراير | سهلورق زودي               | حضور القمة العادية الثانية والثلاثين للاتحاد الأفريقي. | [ 32 ]                      |
| 34                                  | الأردن          | عمان                      | 25 أغسطس      | عبد الله الثاني بن الحسين | المشاركة في القمة الثلاثية بين مصر والأردن والعراق لتعزيز مجالات التعاون الاقتصادي والتجاري والاستثماري. | [ 33 ]                      |
| 35                                  | الكويت          | مدينة الكويت              | 1 أكتوبر      | نواف الأحمد الجابر الصباح | تقديم التعازي في وفاة صباح الأحمد الجابر الصباح أمير الكويت. | [ 34 ]                      |
| 36                                  | قبرص            | نيقوسيا                   | 21 أكتوبر     | نيكوس أناستاسيادس         | المشاركة في قمة آلية التعاون الثلاثي بين مصر واليونان وقبرص لتعزيز مجالات التعاون الاقتصادي والتجاري والاستثماري والسياحي والثقافي. | [ 35 ]                      |
| 37                                  | اليونان         | أثينا                     | 10- 12 نوفمبر | كيرياكوس ميتسوتاكيس       | لقاء كل من رئيس وزراء اليونان، رئيسة اليونان، رئيس برلمان اليونان، ووزير الطاقة والبيئة اليوناني لبحث العلاقات المصرية اليونانية في مجالات الطاقة، التبادل الاقتصادي والاستثمار. تم منح السيسي أعلى وأقدم وسام لدى اليونان، ومنح السيسي كاترينا ساكيللاروبولو رئيسة اليونان قلادة النيل العظمى. | [ 36 ] [ 37 ] [ 38 ]        |
| 38                                  | جنوب السودان    | جوبا                      | 28 نوفمبر     | سالفا كير                 | الزيارة الأولى لرئيس مصري إلى جنوب السودان. لقاء رئيس جنوب السودان وعقد قمة مصرية - جنوب سودانية، لقاء النائب الأول لرئيس جنوب السودان. مناقشة سبل التعاون بين مصر وجنوب السودان والتباحث حول تطورات الساحة الإقليمية خاصة منطقتي حوض النيل والقرن الأفريقي                                     | [ 39 ] [ 40 ]               |
| 39                                  | فرنسا           | باريس                     | 6 - 9 ديسمبر  | إيمانويل ماكرون           | لقاء رئيس فرنسا، رئيس وزراء فرنسا، رئيس مجلس الشيوح الفرنسي، وزراء الدفاع والخارجية والاقتصاد والمالية الفرنسيين، ورؤساء شركات فرنسية. وضع السيسي إكليلًا من الزهور على قبر الجندي المجهول بميدان قوس النصر في باريس                                                                             | [ 41 ] [ 42 ] [ 43 ] [ 44 ] |

## 2021

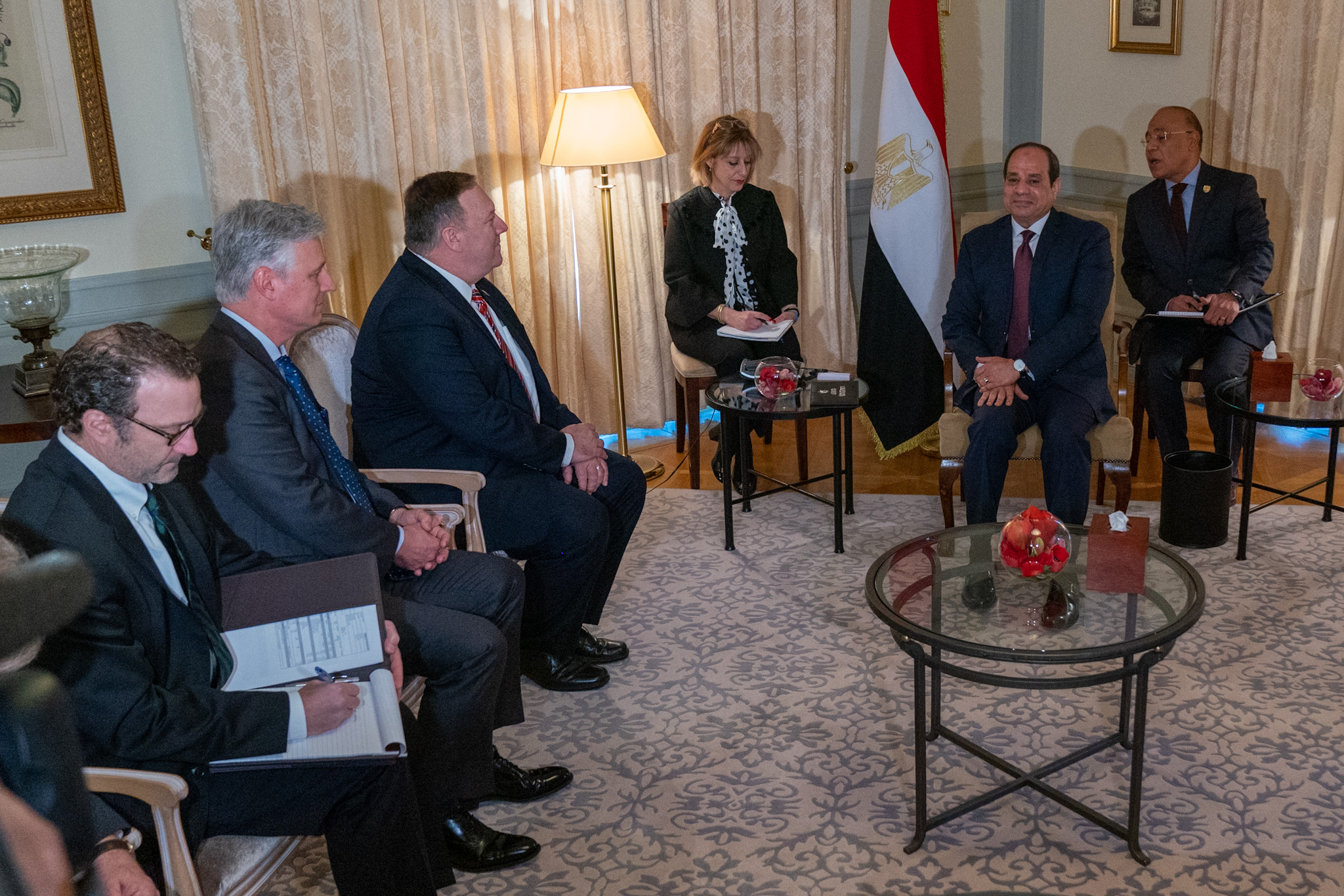
السيسي في لقاء على هامش مؤتمر برلين بخصوص الأزمة الليبية، يناير 2020

قام عبد الفتاح السيسي بالرحلات الدولية التالية خلال عام 2021:
| الرقم                               | الدولة  | المدينة التي قام بزيارتها | التاريخ       | المُستقبِل                  | سبب الزيارة ومجرياتها | المصدر        |
| ----------------------------------- | ------- | ------------------------- | ------------- | ------------------------- | --- | ------------- |
| • الرحلات الرئاسية الدولية (2021) • |         |                           |               |                           | |               |
| 40                                  | الأردن  | عمان                      | 18 - 19 يناير | عبد الله الثاني بن الحسين | لقاء ملك الأردن ورئيس الوزراء الأردني، تطرقت المباحثات إلى تعزيز العلاقات الثنائية بين مصر والأردن، تبادل وجهات النظر عن الجهود الثنائية لتعزيز آلية التعاون الثلاثي مع العراق.                                                | [ 45 ] [ 46 ] |
| 41                                  | السودان | الخرطوم                   | 6 - 7 مارس    | عبد الفتاح البرهان        | لقاء رئيس مجلس السيادة الانتقالي السوداني ونائبه ورئيس الوزراء السوداني، تمت مناقشة تطورات الأوضاع بمنطقة الحدود السودانية الإثيوبية، التباحث حول مختلف المستجدات في منطقة القرن الأفريقي وشرق أفريقيا، ومناقشة ملف سد النهضة. |               |

## تعليقات
- السيسي هو أول رئيس مصري يسافر لحضور اجتماعات الجمعية العامة للأمم المتحدة في نيويورك 6 مرات متتالية.[47]
- السيسي هو أول رئيس مصري يسافر لحضور اجتماعات قمة مجموعة الدول الصناعية السبع.
- السيسي هو أول رئيس مصري يزور دول: سنغافورة، بيلاروسيا، رواندا، الغابون، قبرص، فيتنام، جنوب السودان.